# Les Fedeylins
 (avril 2011).
Si vous disposez d'ouvrages ou d'articles de référence ou si vous connaissez des sites web de qualité traitant du thème abordé ici, merci de compléter l'article en donnant les références utiles à sa vérifiabilité et en les liant à la section « Notes et références ».
Les Fedeylins est une série de romans de fantasy de Nadia Coste publiés entre 2011 et 2012.

## Résumé

### Les Rives du monde
Ce premier tome raconte la naissance de Cahyl, le personnage principal de l'histoire, son enfance, son adolescence et son passage à la vie d'adulte. Il nous fait en même temps découvrir le village des fedeylins, ses lois, sa civilisation, ses croyances et sa société à travers les yeux de Cahyl.

### Aux bords du mal
Ce deuxième tome raconte les aventures de Cahyl et Glark après qu'ils ont fui leurs peuples respectifs lors de la cérémonie du Mudeylin. Il raconte ces deux mois à errer dans les bois. Et aussi ses péripéties en compagnie de Glark. Son combat contre les goderives, sa rencontre avec Sperare l'anophèle son nouvel ami et sa finale intégration dans son peuple, bien que ce livre se termine de façon énigmatique.

### Sous la surface
De retour chez lui Cahyl, n’arrive pas à assumer son nouveau statut de héros. Plus que jamais il cherche un sens à sa vie et la clef de son destin.

### L'Ombre des pères
Cahyl touche au but. Il lui reste à traverser le désert, éviter tous ses pièges et ses dangers, survivre à la faim, à la soif. Il lui reste à accomplir l’ascension du Rajmalaya, la montagne sacrée des fedeylins jusqu’à la brèche qui lui permettra de rejoindre le peuple fondateur. Il lui reste à comprendre ce qu’il va découvrir pendant son initiation. Il lui reste à revenir sur les rives du Monde pour convaincre les fedeylins de partager avec lui le grand secret de l’amour ardent.

## Personnages
Cahyl
Cahyl est le personnage principal de cette série. C'est un fedeylin mâle né de la deuxième ponte de Delyndha, sa mère, son père est Veralhon. Il était l'unique bulle et l'unique survivant de la ponte. Contrairement aux autres larvelyns, Cahyl est né sans marque, ce qui le perturbe lui et son entourage, mais qui semble lui procurer un don inné, inconnu de son peuple, un puissant don d'empathie qui lui permet d'entendre les pensées des autres et de ressentir leur sentiments et sensations. Il peut aussi simuler une émotion forte ou une grande douleur mais tous ces pouvoirs sont annulés s'il se trouve à proximité des plumes de corbeau. Il est décrit par un fedeylin du Rajmalaya comme sage et réfléchi.
Il est décrit comme ayant des cheveux brun qui ont tendance à être bouclés. Il a de grande ailes orange aux extrémité couleur terre mais qui finiront par devenir dorées après sa transformation, il aura aussi une barbe plus tard.
Il est très amoureux de Naïlys mais cette dernière a beaucoup de mal à comprendre ce qu'il ressent pour elle et le repoussera. Mais après son retour du Rajmalaya et que Cahyl l'a embrassé, elle comprendra ses sentiments et ils seront même réciproques, ainsi ils auront deux larvelyns ensembles.

### Civilation des fedeylins
Les fedeylins sont des petits êtres d'environ 15 cm, et qui possèdent des ailes aux couleurs variables, selon l'individu. 

## Tomes
1. Les Rives du monde, Gründ, 2011, 391 p.  (ISBN 2-7000-2924-0)
2. Aux bords du mal, Gründ, 2011  (ISBN 2-7000-3183-0)
3. Sous la surface, Gründ, 2012  (ISBN 2-3240- 0011-3)
4. L'Ombre des pères, Gründ, 2012  (ISBN 2-3240-0012-1)